# Hamberg
Hamberg és una població dels Estats Units a l'estat de Dakota del Nord. Segons el cens del 2000 tenia 28 habitants.

## Demografia
Segons el cens del 2000, Hamberg tenia 28 habitants, 13 habitatges, i 6 famílies. La densitat de població era de 27,7 hab./km².
Dels 13 habitatges en un 23,1% hi vivien nens de menys de 18 anys, en un 38,5% hi vivien parelles casades, en un 7,7% dones solteres, i en un 46,2% no eren unitats familiars. En el 46,2% dels habitatges hi vivien persones soles el 23,1% de les quals corresponia a persones de 65 anys o més que vivien soles. El nombre mitjà de persones vivint en cada habitatge era de 2,15 i el nombre mitjà de persones que vivien en cada família era de 3,14.
Per edats la població es repartia de la següent manera: un 14,3% tenia menys de 18 anys, un 14,3% entre 18 i 24, un 21,4% entre 25 i 44, un 28,6% de 45 a 60 i un 21,4% 65 anys o més.
L'edat mediana era de 45 anys. Per cada 100 dones de 18 o més anys hi havia 200 homes.
La renda mediana per habitatge era de 28.750 $ i la renda mediana per família de 29.375 $. Els homes tenien una renda mediana de 21.250 $ mentre que les dones 0 $. La renda per capita de la població era de 30.100 $. Cap de les famílies i el 28,6% de la població estaven per davall del llindar de pobresa.

## Poblacions més properes
El següent diagrama mostra les poblacions més properes.